# Armin van Buuren
Ne doit pas être confondu avec Armin von Büren.
Pour les articles homonymes, voir Buuren (homonymie) et AVB.
Armin van Buuren (prononcé en néerlandais : [ˈɑrmɪn vɑn ˈbyːrə(n)], en anglais : [ɑːmɪn væn ˈbjʊəɹən] ; AVB), né le 25 décembre 1976 à Leyde, est un disc jockey, producteur de musique et compositeur néerlandais. Surnommé « le roi de la trance » par la presse spécialisée, il est élu meilleur DJ au monde par votation populaire via DJ Magazine à cinq reprises (2007, 2008, 2009, 2010, 2012),, détenant le record de décernements du titre.
Armin van Buuren est actif sous divers pseudonymes depuis 1996 d'abord aux Pays-Bas puis à l'international. Il est de nos jours principalement connu pour ses mixes de plusieurs heures diffusés depuis Amsterdam dans son émission musicale A State of Trance (ASOT), écoutée hebdomadairement par environ 40 millions de personnes dans le monde à travers 84 pays sur plus de 100 stations radiophoniques. Lancée en 2001, l'émission célèbre son 1 000e épisode en 2021. Armin van Buuren est également connu pour sa participation aux plus grands festivals comme tête d'affiche et en tant qu'organisateur de plusieurs événements aux côtés d'autres artistes, dont A State of Trance Festival, avec des dates en tournée régulières, dont une annuelle à la Jaarbeurs d'Utrecht.
Auteur de sept albums, dont six parus sur Armada Music, le label qu'il cofonde en 2003, ainsi que de nombreuses collaborations, il détient le record de longévité pour un artiste associé au genre musical de la trance sur le classement hebdomadaire Dance/Electronic Albums du magazine américain Billboard, avec 21 entrées. En 2013, il est fait citoyen d'honneur de sa ville natale de Leyde, deux ans après sa nomination au rang d'officier dans l'ordre d'Orange-Nassau par la reine Beatrix pour services à la musique, à l'occasion de la fête de la Reine.

## Biographie

### Jeunesse
Armin van Buuren naît à Leyde, en province de Hollande-Méridionale, le 25 décembre 1976. Il grandit à Koudekerk aan den Rijn. Van Buuren débute dans la création musicale à quatorze ans. Il s'inspire du compositeur français Jean-Michel Jarre,. Il étudie au Stedelijk Gymnasium Leiden en 1995, puis le droit à l'université de Leyde. Il commence sa carrière de disc jockey au club Nexus et effectue de nombreuses mixsets chaque semaine, qui durent six heures ou plus.

### Débuts et premiers succès (1995-1999)
En 1995, Armin van Buuren connaît un premier succès avec son titre Blue Fear, publié par le label Cyber Records alors qu'il est âgé de dix-neuf ans. Il commence sa carrière de disc jockey au club Nexus de Leyde, où il apprend à mixer devant la foule. Pendant les vacances scolaires, il joue quatre soirs par semaine. En 1999, il fait la rencontre de Dave Lewis qui l'aide à s'établir comme disc jockey au Royaume-Uni et aux États-Unis. Sa carrière bondit lorsqu'il atteint la 27e place du Top 100 du DJ Magazine en novembre 2001. Il joue dans plus de 25 pays, et se retrouve sur la scène principale des plus grands festivals. Van Buuren bat un record de durée en mixant pendant douze heures au Dancetheater de La Haye, aux Pays-Bas,. Au début de 1999, Van Buuren fonde son label Armind avec United Recordings. En 2003, Armind devient un sous-label de la maison d'édition Armada Music.

### A State of Tranceet76(2000-2004)

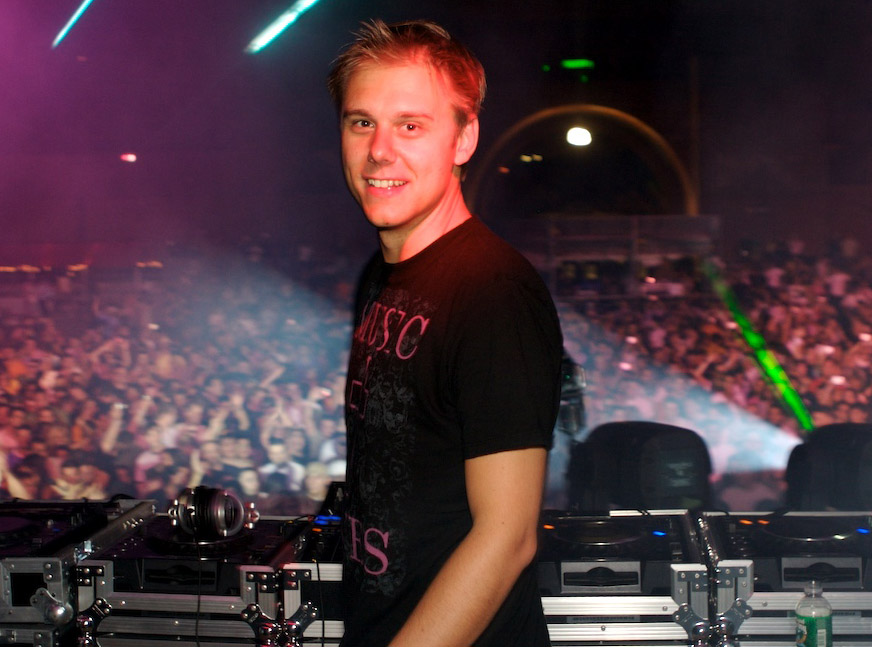
Armin van Buuren au McCarren Pool de Brooklyn, en 2007.

En 2000, Armin van Buuren lance sa propre série de compilations. Il trouve un équilibre entre la house progressive et la trance vocale. Sa première compilation, A State of Trance (à ne pas confondre avec l'émission de radio A State of Trance), se vend à 10 000 exemplaires et contient le titre Viola de Moogwai remixé par Van Buuren. Son second album, Basic Instinct contient une nouvelle piste : Perpetuous Dreamer – The Sound of Goodbye. La chanson atteint la 26e place des classements néerlandais en 2001. Plus tard la même année, la chanson atteint la première place du classement Hot Dance Music/Club Play. Le troisième album, In Motion est publié le 6 août 2001. Une quatrième album, Transparence, suit en 2002. En 2003, il collabore avec des artistes comme DJ Seth Alan Fannin.
En mars 2001, Armin van Buuren lance sa propre émission sur la radio du label ID&T (traditionnellement diffusée en néerlandais puis en anglais depuis ASOT 183). Dans cette émission intitulée A State of Trance, il joue les derniers tubes trance populaire. La radio ID&T ayant changé de genres en 2004, Van Buuren part et emmène A State of Trance avec lui. L'émission est ensuite diffusée sur Fresh FM puis sur SLAM!FM, deux chaînes de radio néerlandaises. Elle est désormais jouée sur Radio 538, la chaîne marketing de DI.FM, une chaîne de radio station en ligne, et sur XM Satellite Radio, channel 80 aux États-Unis et au Canada. En 2002, il joue au Glow de Washington puis en Amérique du Nord. En octobre la même année, Van Buuren est classé à la 5e place du DJ Magazine Top 100.
En juin 2003, Armin van Buuren célèbre le centième épisode de A State of Trance au Bloomingdale de Bloemendaal aan Zee (Pays-Bas), et fait paraître son premier album studio, 76, un album de 76 minutes composé de 13 morceaux musicaux. Il crée alors son label Armada Music avec deux associés : Maykel Piron et David Lewis. La même année, il est troisième du DJ Mag Top 100.

### ShiversetImagine(2005-2009)

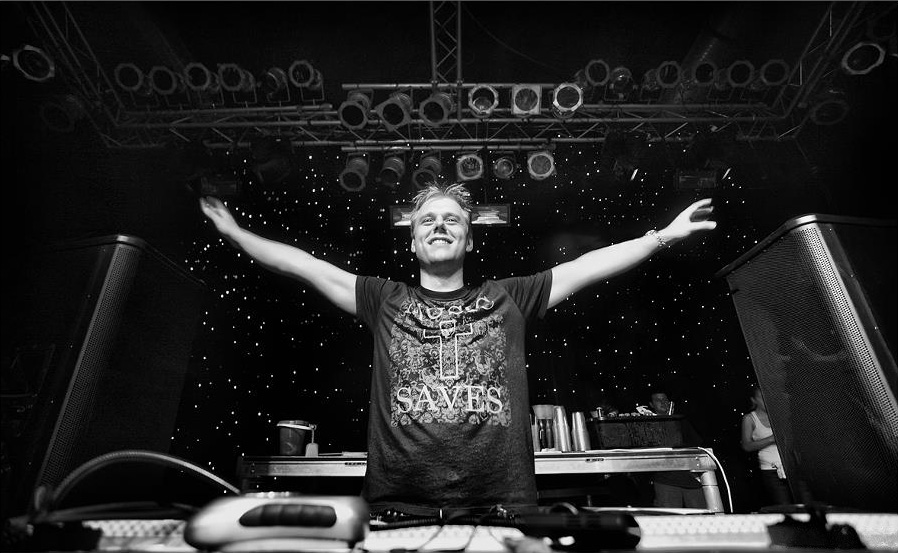
Armin van Buuren à Boston en 2007.

Le 2 juin 2005, il célèbre le 200e épisode de A State of Trance au Museumplein d'Amsterdam. Le 8 août 2005, Armin van Buuren fait paraître son second album studio, Shivers. Sur l'album, Van Buuren collabore avec des artistes comme la chanteuse américano-pakistanaise Nadia Ali, la chanteuse britannique Justine Suissa et le duo trance Gabriel & Dresden. Le 25 mai 2006, il célèbre aux côtés de nombreux artistes le 250e épisode de A State of Trance à Asta, La Haye. Il est classé deuxième au DJ Mag Top 100 DJs. Son album de compilation 10 Years paraît courant 2006. Le 17 mai 2007, il célèbre le 300e épisode de A State of Trance à Pettelaarse Schans, Bois-le-Duc. Finalement, Armin atteint la première place du DJ Mag Top 100 DJs. En 2007, Armin van Buuren est également élu meilleur DJ du monde par le Mixmag et DJ Magazine.
Le 17 avril 2008, Armin van Buuren fait paraître son troisième album studio, Imagine. Sur cet album, il collabore notamment avec Jacqueline Govaert de Krezip. L'album débute à la première place du classement néerlandais. Le troisième single publié sur l'album, In and Out of Love, avec Sharon den Adel du groupe Within Temptation, est présenté dans un clip vidéo publié sur YouTube.
Après la publication de Imagine, Armin van Buuren travaille avec Benno de Goeij de Rank 1. Le 1er mai 2008, il célèbre le 350e épisode de A State of Trance au Noxx d'Anvers, en Belgique. Il joue ensuite avec son frère, le guitariste Eller van Buuren, au festival Together As One de Los Angeles, au réveillon du nouvel an de 2009. La même année, il célèbre le 400e épisode de A State of Trance. En 2009, Foreign Media Games annonce la production de Armin van Buuren: In the Mix, un jeu musical créé en collaboration avec Cloud 9 Music et le label Armada Music de Van Buuren. Le titre est publié le 12 novembre 2010 exclusivement sur console Wii. Il conserve son titre du DJ Magazine en 2008 et 2009.

### MirageetIntense(2010-2014)

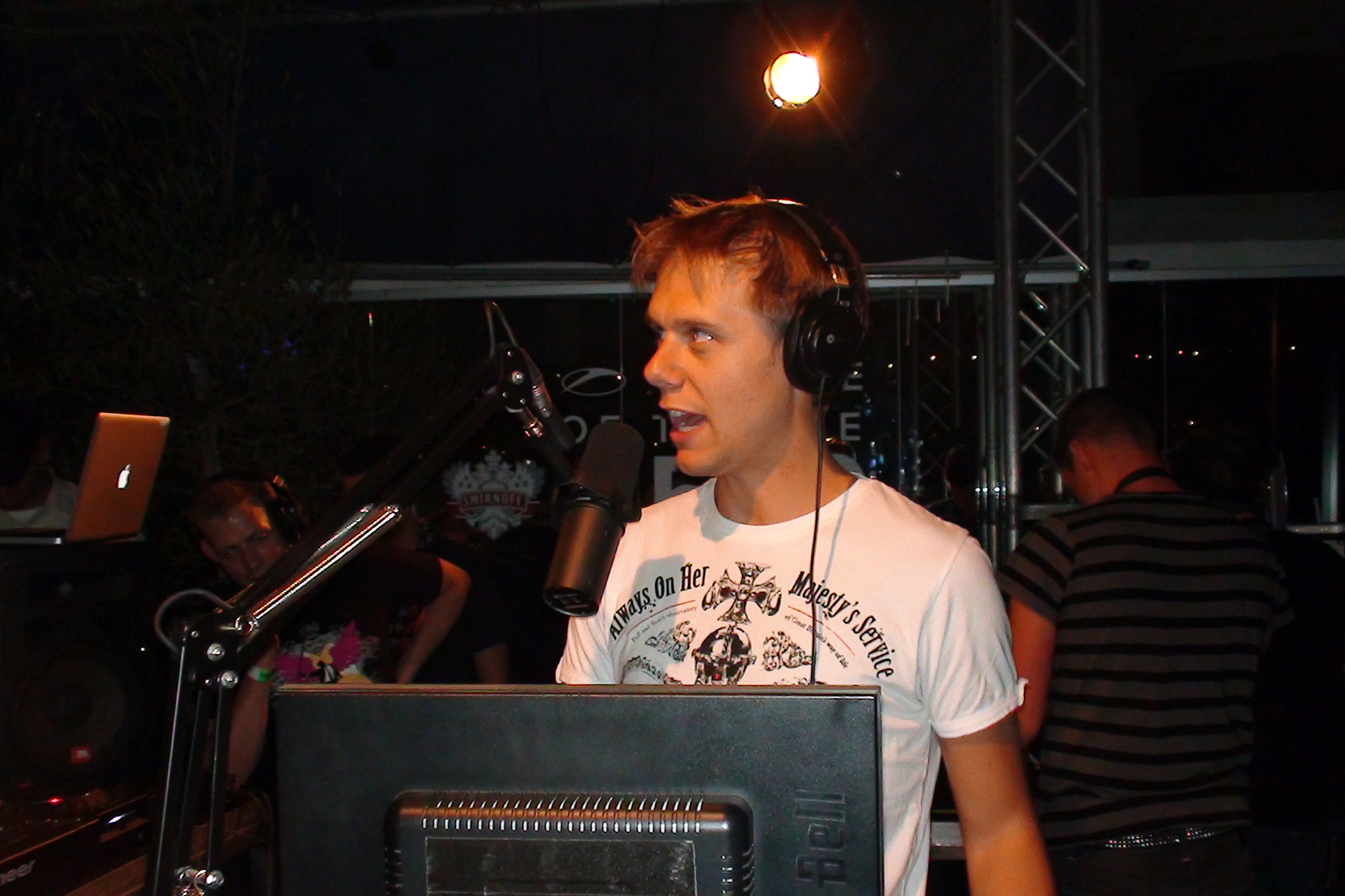
Van Buuren diffuse en live son mix ASOT au Cap le 17 mars 2011.

Le 3 mars 2010, Armin van Buuren est récompensé par la Gouden Harp de Buma-Stemra lors des Buma Awards 2010 à Hilversum, pour marquer sa contribution à la musique néerlandaise,. Le 23 juin 2010, Van Buuren annonce son quatrième album studio, Mirage, pour le 10 septembre suivant. Le premier single, Full Focus, est publié via l'iTunes Store le 24 juin à minuit. La chanson atteint la 66e place des classements néerlandais. L'une des pistes confirmées pour l'album est une collaboration avec la chanteuse anglaise Sophie Ellis-Bextor intitulée Not Giving Up on Love, publiée dans le quatrième album de Bextor, Make a Scene,. Armin van Buuren écrit également une chanson avec Seal, mais à cause du retard de publication de son album, Hits, la collaboration n'a jamais eu lieu.
Le 12 septembre 2010, Armin van Buuren lance A State of Sundays, une nouvelle émission de radio diffusée sur Sirius XM Radio. Le 20 octobre 2010, Van Buuren remporte le prix du DJ international le plus populaire aux Golden Gnomes. Le 27 octobre 2010, le natif de Leyde est annoncé, pour la quatrième fois consécutive, comme le DJ numéro 1 mondial. Il perd ce titre en 2011 au profit du Français David Guetta en 2011 mais le récupère en 2012, une première. Van Buuren est alors considéré aux côtés de son compatriote Tiësto comme l'un des plus grands disc jockeys de tous les temps. Le record de trois années passées en tant que meilleur DJ du monde était détenu par ce dernier (2002-2004), mais Armin van Buuren monte ce record à 5 en 2012. Le 500e épisode de son émission A State of Trance est célébré au travers de cinq événements sur cinq continents. Le mix est joué en concert à Johannesbourg, Miami, Buenos Aires, Bois-le-Duc et Sydney, entre mars et avril 2011 devant des dizaines de milliers de spectateurs.
Le 30 avril 2013, Armin van Buuren anime la soirée publique d'intronisation de Guillaume-Alexandre, nouveau roi des Pays-Bas, près du Muziekgebouw aan 't IJ à Amsterdam. Le souverain fait une apparition acclamée sur la scène avant de repartir en bateau. Le cinquième album de Van Buuren, Intense, paraît le 3 mai suivant. Les singles Alone (en collaboration avec Lauren Evans) et This Is What It Feels Like (avec Trevor Guthrie) sont inclus dans l'album. Hardwell accède à la première place du classement du DJ Mag la même année, et Van Buuren est recalé deuxième. Il obtient la troisième place en 2014.

### EmbraceetBalance(depuis 2015)

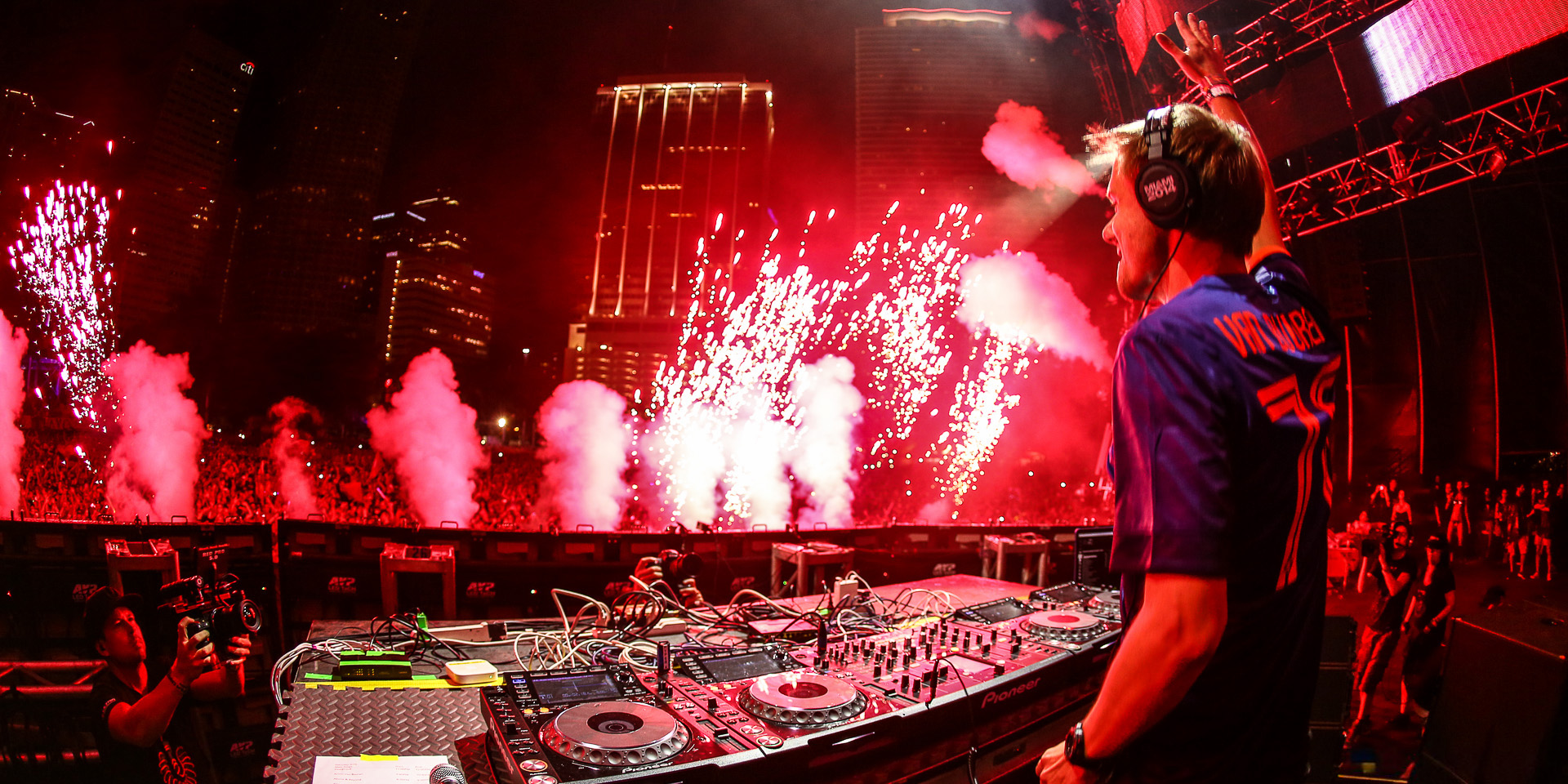
Armin van Buuren à l'édition 2014 de l'Ultra Music Festival à Miami.

Le 8 mai 2015, Armin van Buuren dévoile le premier single de son sixième album, Embrace. Il est enregistré avec Mr Probz et s'intitule Another You. Une nouvelle collaboration, cette fois avec le français Jean-Michel Jarre, Stardust, est dévoilée durant l'été. Ce cinquième album se veut moins trance, plus house avec des sonorités electro : Van Buuren affirme qu'il est « trancy ». Au classement de DJ Magazine de la même année, Armin van Buuren obtient la 4e place, derrière le jeune Martin Garrix ainsi que le record de longévité de ce classement avec quatorze années consécutives dans les quatre premières places. Une étude d'Intel Security de 2015 dévoile que les résultats des moteurs de recherche sur son nom sont truffés de sites porteurs de virus (18% de chances d'être exposé à un virus), ce qui en fait la requête de recherche la plus dangereuse du Web.
Le 16 juin 2017, le single Sunny Days écrit et produit avec Toby Gad paraît, connaissant un franc succès. Il se classe notamment à la quatrième place du Single Top 100 aux Pays-Bas. La même année, Armin van Buuren remonte sur le podium de DJ Magazine, à la 3e place. Le 25 octobre 2019, son septième album studio, Balance, sort dans les bacs, comprenant un total de 28 titres. Le 21 juin précédent, Moons Of Jupiter, un album du duo Gaia qu'il forme avec Benno de Goeij, paraît également.
En 2019, il sort un album avec Benno de Goeij (première production du groupe sous la bannière Gaia), Moons of Jupiter.

## Vie personnelle
Le 18 septembre 2009, Van Buuren épouse Erika van Thiel, événement qui intéresse la presse people, l'annonce ayant été faite peu auparavant,. Sa fille Fenna est née en juillet 2011, et, son père annonce à Tomorrowland le 27 juillet 2013, la naissance de son fils, Remy, né quelques heures avant sa performance.

## Discographie
| Numéro | Album | Meilleure position | Meilleure position | Meilleure position | Meilleure position | Meilleure position | Meilleure position |
| Numéro | Album | Royaume-Uni        | États-Unis         | Pays-Bas           | Belgique           | Allemagne          | Mexique            |
| ------ | --- | ------------------ | ------------------ | ------------------ | ------------------ | ------------------ | ------------------ |
| 1er    | 76 - Date de sortie : 16 juin 2003 - Label : United Recordings - Format : CD                                 | —                  | —                  | 38                 | —                  | —                  | —                  |
| 2e     | Shivers - Date de sortie : 8 août 2005 - Label : Armada Music - Format : CD, téléchargement numérique        | —                  | —                  | 23                 | —                  | —                  | —                  |
| 3e     | Imagine - Date de sortie : 18 avril 2008 - Label : Armada Music - Format : CD, téléchargement numérique      | —                  | 157                | 1                  | —                  | —                  | 39                 |
| 4e     | Mirage - Date de sortie : 10 septembre 2010 - Label : Armada Music - Format : CD, téléchargement numérique   | 113                | 148                | 3                  | 10                 | 42                 | 12                 |
| 5e     | Intense - Date de sortie : 3 mai 2013 - Label : Armada Music - Format : CD, téléchargement numérique         | 37                 | 65                 | 2                  | 15                 | 16                 | —                  |
| 6e     | Embrace - Date de sortie : 29 octobre 2015 - Label : Armada Music - Format : CD, téléchargement numérique    | —                  | —                  | 1                  | 40                 | 73                 | —                  |
| 7e     | Balance - Date de sortie : 25 octobre 2019 - Label : Armada Music - Format : CD, téléchargement numérique    | —                  | —                  | 11                 | 47                 | 45                 | —                  |
| 8e     | Feel Again - Date de sortie : 31 mars 2023 - Label : Armada Music - Format : CD, téléchargement numérique    | —                  | —                  | 17                 | 81                 | 77                 | —                  |
| 9e     | Breathe In - Date de sortie : 12 janvier 2024 - Label : Armada Music - Format : CD, téléchargement numérique | —                  | —                  | —                  | —                  | —                  | —                  |
| 10e    | Breathe - Date de sortie : 27 juin 2025 - Label : Armada Music - Format : CD, téléchargement numérique       | —                  | —                  | —                  | —                  | —                  | —                  |

## Top 100 deDJ Magazine
Au classement des 100 meilleurs disc jockeys du monde, publié annuellement par DJ Magazine après un vote en ligne ouvert au public, Armin van Buuren se positionne aux places suivantes :
- 2001 : #27 (entrée)
- 2002 : #5 (+22)
- 2003 : #3 (+2)
- 2004 : #3 (=)
- 2005 : #3 (=)
- 2006 : #2 (+1)
- 2007 : #1 (+1)
- 2008 : #1 (=)
- 2009 : #1 (=)
- 2010 : #1 (=)
- 2011 : #2 (-1)
- 2012 : #1 (+1)
- 2013 : #2 (-1)
- 2014 : #3 (-1)
- 2015 : #4 (-1)
- 2016 : #4 (=)
- 2017 : #3 (+1)
- 2018 : #4 (-1)
- 2019 : #4 (=)
- 2020 : #4 (=)
- 2021 : #3 (+1)
- 2022 : #5 (-2)
- 2023 : #5 (=)
- 2024 : #6 (-1)